# Ave Maria (rose)
Pour les articles homonymes, voir Ave Maria.
'Ave Maria' est un cultivar de rosier obtenu par la maison Kordes en Allemagne en 1981, issu de 'Uwe Seeler' (Kordes, 1970) et de 'Sonia' (Meilland, 1973).

## Description
Cet hybride de thé a des fleurs à larges pétales de couleur corail-orangé, au cœur turbiné. Elle fleurit en juin avec une bonne remontée à l'automne et résiste bien à la pluie.
'Ave Maria' est parfois appelé 'Sunburnt Country' dans les pays anglophones (nom commercial : Kordes Korav). Elle a été baptisée en hommage à la prière de l'Ave Maria.

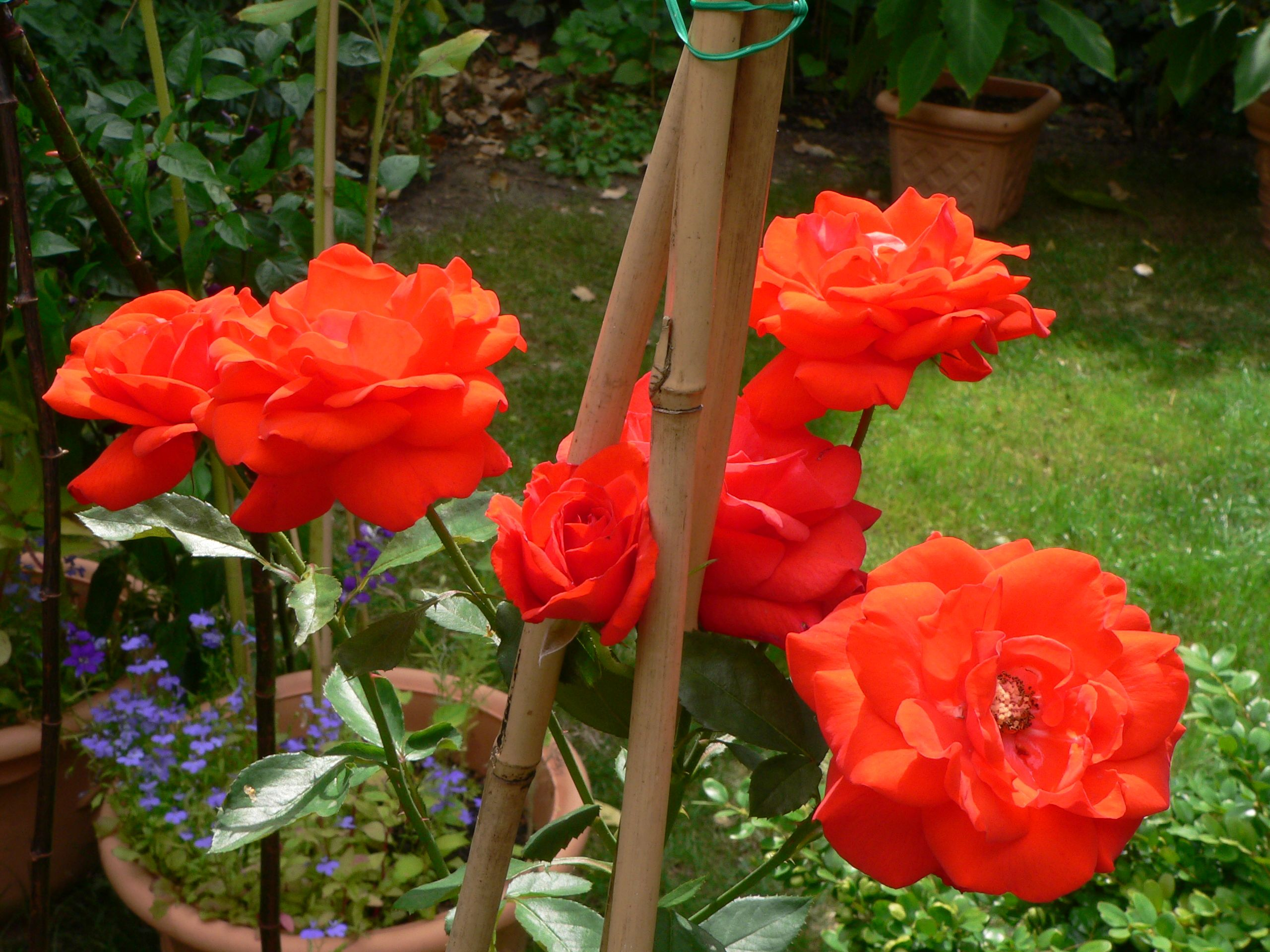
Buisson de roses 'Ave Maria'

On peut notamment l'admirer à la roseraie de Cologne.